# Kumzar
Koordinaten: 26° 20′ N, 56° 25′ O

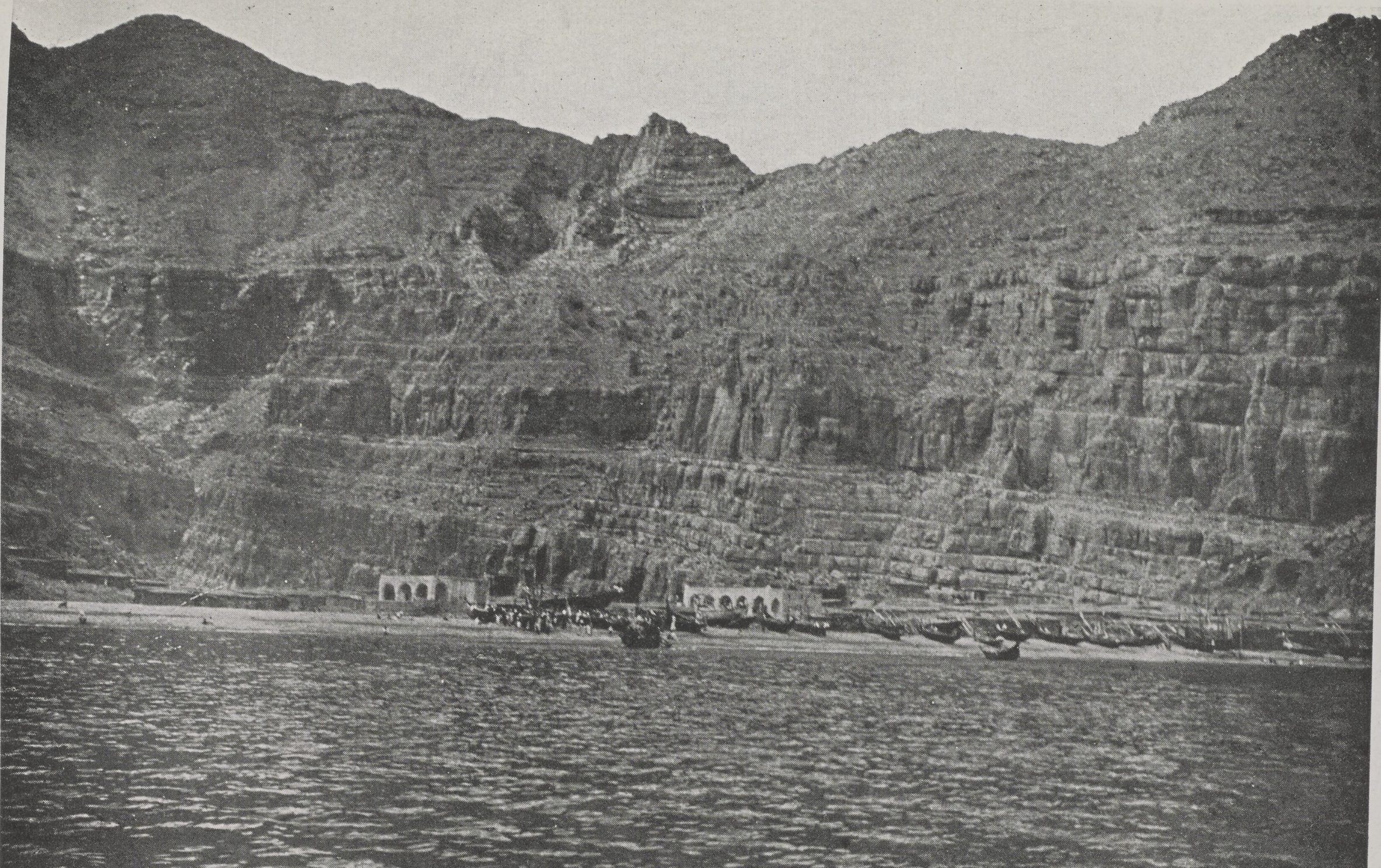
Foto von Kumzār (ca. 1908)

Kumzar auf der CIA-Karte der Straße von Hormus

Kumzar (arabisch كُمزار, DMG Kumzār) ist eine Stadt im Gouvernement Musandam in Oman, und die nördlichste Siedlung des omanischen Festlandes. Nur das Dorf Dschazīrat Umm al-Ghanam auf der gleichnamigen Insel liegt nördlicher. Sie liegt an der Mündung des Wadi Marwāni (مرواني) in die gleichnamigen Bucht Khor Kumzār an der Straße von Hormus, einer nur wenige Seemeilen breiten Meerenge, die den Persischen Golf mit dem Golf von Oman und dem Arabischen Meer verbindet.  Zur Volkszählung am 7. Dezember 2003 waren es 1412 Einwohner, und zur nachfolgenden Volkszählung am 12. Dezember 2010 erfolgte eine leichte Abnahme auf 1378 Einwohner.
Die Bewohner von Kumzar gehören zur Sektion Bani Shatair vom Stamm der Shihūh, die hauptsächlich von der Fischerei leben. Es gibt rund 600 niedrigen Steinhäuser sowie zwei Moscheen.
Den Bewohnern von Kumzar gehört auch die fünf Kilometer westlich des Ortszentrums gelegene Insel Dschazīrat Umm al-Ghanam, auf die sie in der Vergangenheit nach Regen Ziegen zum Weiden schickten.
Früher bevölkerten Angehörige der gleichen Volksgruppe auch die weiter nördlich gelegenen kleinen, heute unbewohnten Quoin-Inseln.
Kumzar weist keine Straßenverbindung zu anderen Orten auf und ist nur mit Booten zu erreichen.
In Kumzar wird Kumzari gesprochen, die Sprache des Stammes der Shihūh, die einzige iranische Sprache, die auf der Arabischen Halbinsel gesprochen wird.